# Antonio Cioci

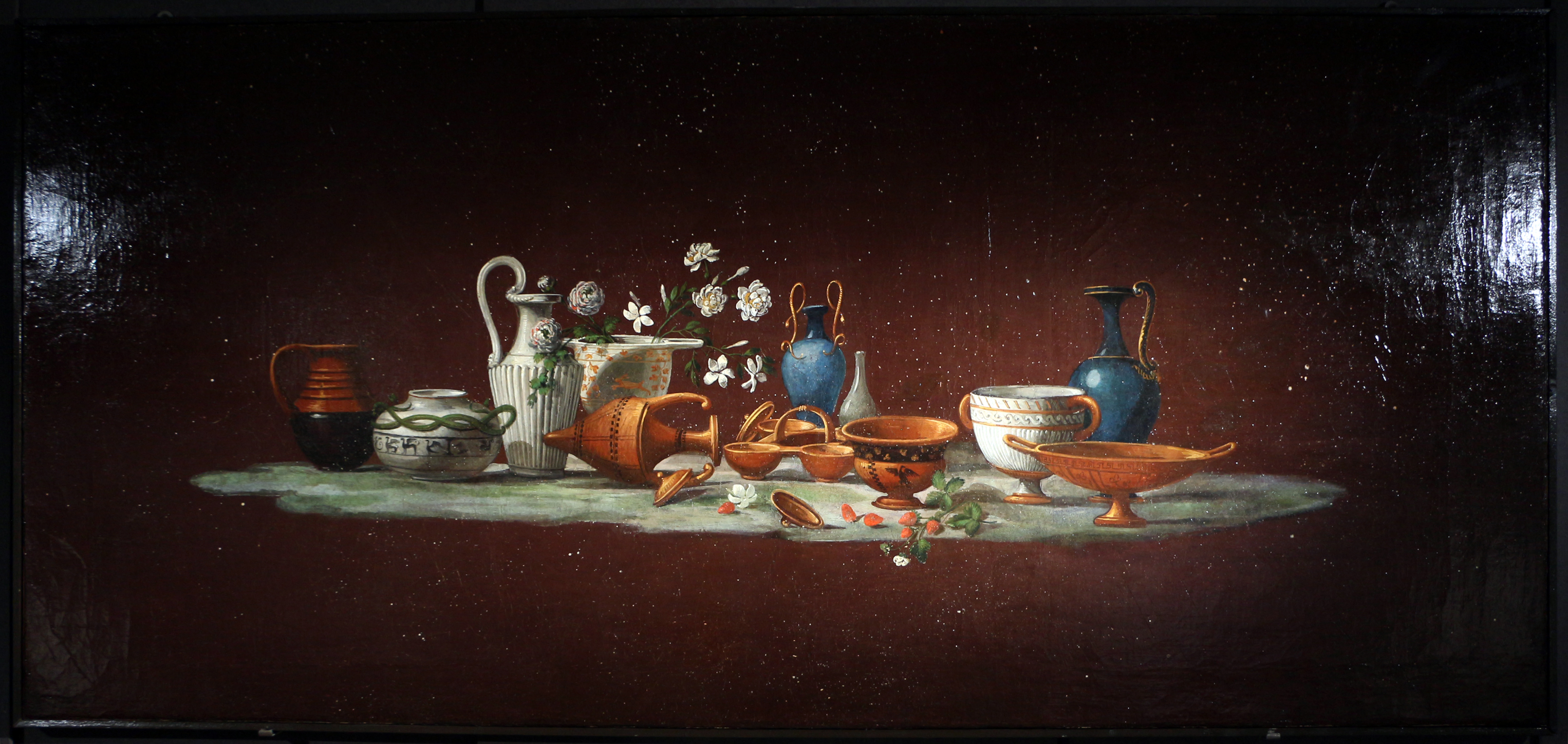
Antonio Cioci, Vasi cinesi, etruschi e fiori, 1780 (Opificio delle pietre dure)

Antonio Cioci (Firenze, 1722 – Firenze (presunto), dopo il 1792) è stato un pittore, incisore e decoratore italiano.

## Biografia
Si hanno scarse notizie biografiche di questo artista fiorentino. Agli Uffizi c'è una serie di quattro tele, con scene di festa e con gare sportive in piazze fiorentine, rappresentate da Antonio Ciocci con dovizia di particolari minuti. Le tele, dipinte fra il 1789 e il 1791, sono tra le ultime opere di questo artista fiorentino. I soggetti sono:: Corsa dei fantini nell'antica piazza di Santa Maria Novella, Palio dei Cocchi nell'antica piazza di Santa Maria Novella, Festa in piazza della Signoria e Corsa de Barberi in Firenze con veduta dell'antica via del Prato. In questa ultima tela, datata 1791, si vede il palco con il granduca Ferdinando III di Lorena e la consorte Maria Luisa di Borbone che assistono alla corsa.

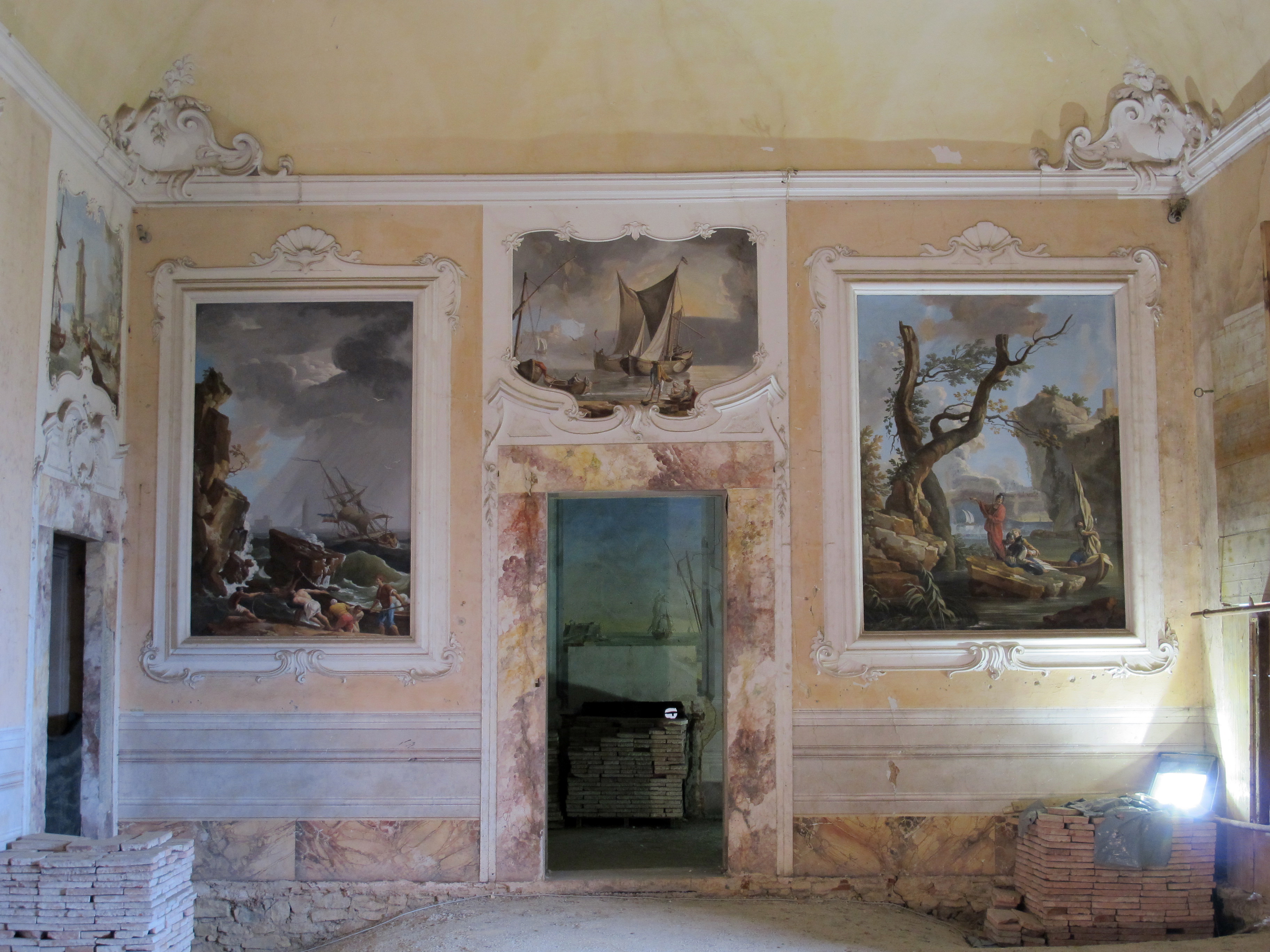
Villa del Barone, Sala delle Marine con tempere di Antonio Cioci

Nella Collezione di autoritratti agli Uffizi sono compresi due autoritratti di Antonio Cioci, che sono stati acquistati nel 1969 e nel 1925 sul mercato antiquario; uno è stato a lui attribuito e l'altro è firmato A. C. F., sigla che è stata interpretata: Antonio Cioci fecit. Nel dipinto si vede l'autoritratto di Cioci, poggiato su un cavalletto ed ambientato nello studio del pittore.
Dal 1771 egli ebbe contatti con l'Opificio delle pietre dure e nel locale museo si conserva un tavolo settecentesco, con la struttura in legno intagliato e dorato e il piano di porfido rosso, sul quale è stata riprodotta, a commesso di pietre dure, una Natura morta di Cioci. È lì presente anche una sua la tela, con una Natura morta molto simile a quella del tavolo. A palazzo Pitti c'è un tavolo, con ripiano in commesso di pietre dure, in cui sono rappresentati vasi etruschi e cinesi, realizzati su disegno di Antonio Cioci. Altri due tavoli, a Pitti, hanno sul ripiano conchiglie, i cui modelli, dipinti da Cioci, si conservano nel Museo dell'Opificio di pietre dure.
Nella Villa del Barone a Montemurlo (Prato) la Sala delle Marine è interamente decorata con vedute di porti, di approdi con barche, di paesaggi con cascataː vedute in stile neoclassico, dipinte a tempera da Antonio Cioci nel 1765-1766 e incorniciate dai leggeri stucchi bianchi di Carlo Socci. Cioci eseguì anche paesaggi in monocromia, in un salotto al secondo piano.

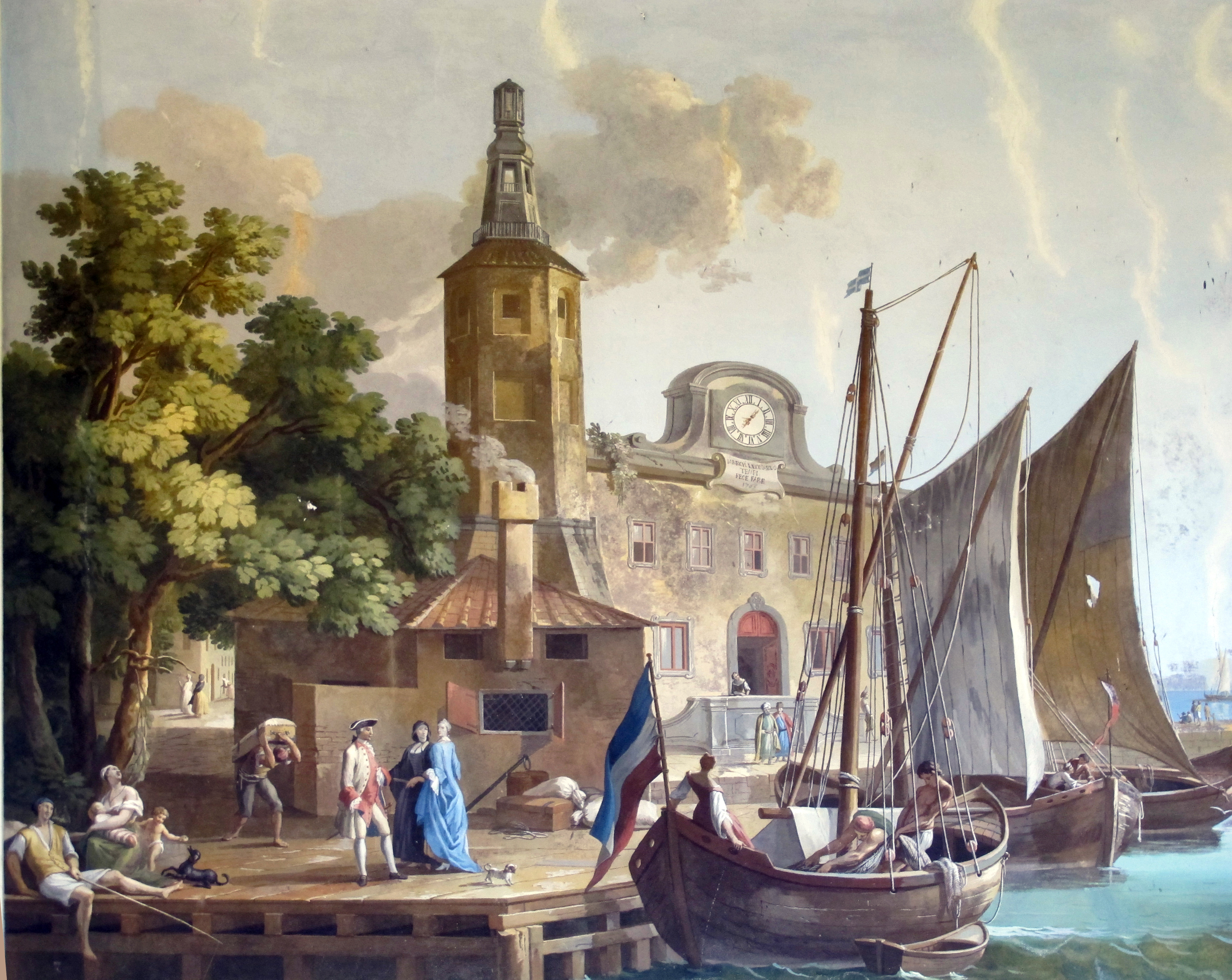
Villa del Barone, Sala delle Marine, tempera di Antonio Cioci (1765-1766)

Altre vedute di fantasia, dipinte ad affresco, nel salone della villa La Tana a Candeli (Firenze), gli furono commissionate dal barone Leon Francesco Pasquale Ricasoli, nel 1772. Intorno al 1780, nella Villa Medicea del Poggio Imperiale, Antonio Cioci ha decorato con marine le sovrapporte dell'ala neoclassica.

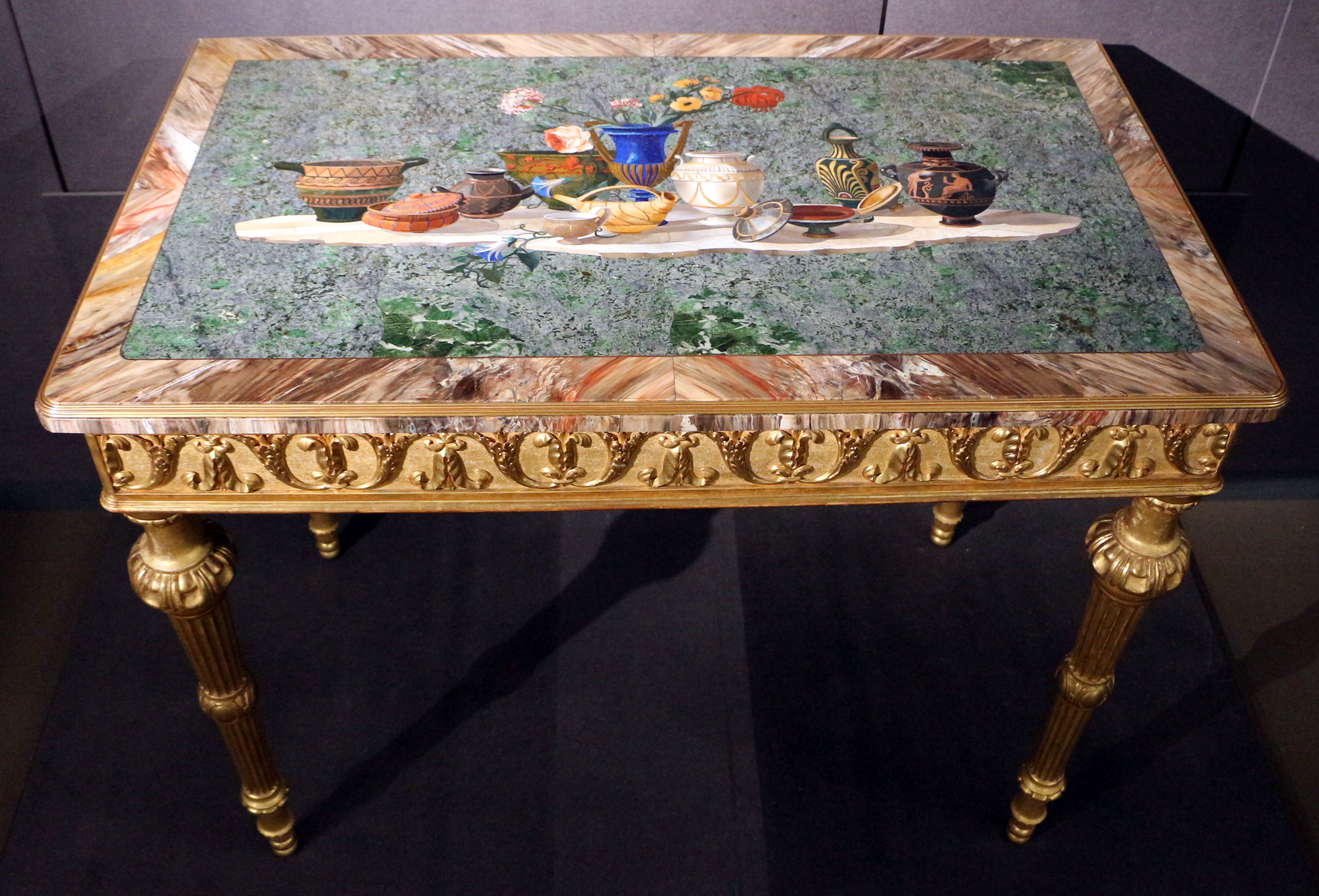
Manifattura granducale, piano di tavolo con vasi etruschi e fiori, da Antonio Cioci, 1792 (Galleria Palatina)

Antonio Cioci, pittore di nature morte, è stato valorizzato dagli studi di Mina Gregori che ha curato mostre, in cui erano presenti anche opere di questo artista.

## Incisioni

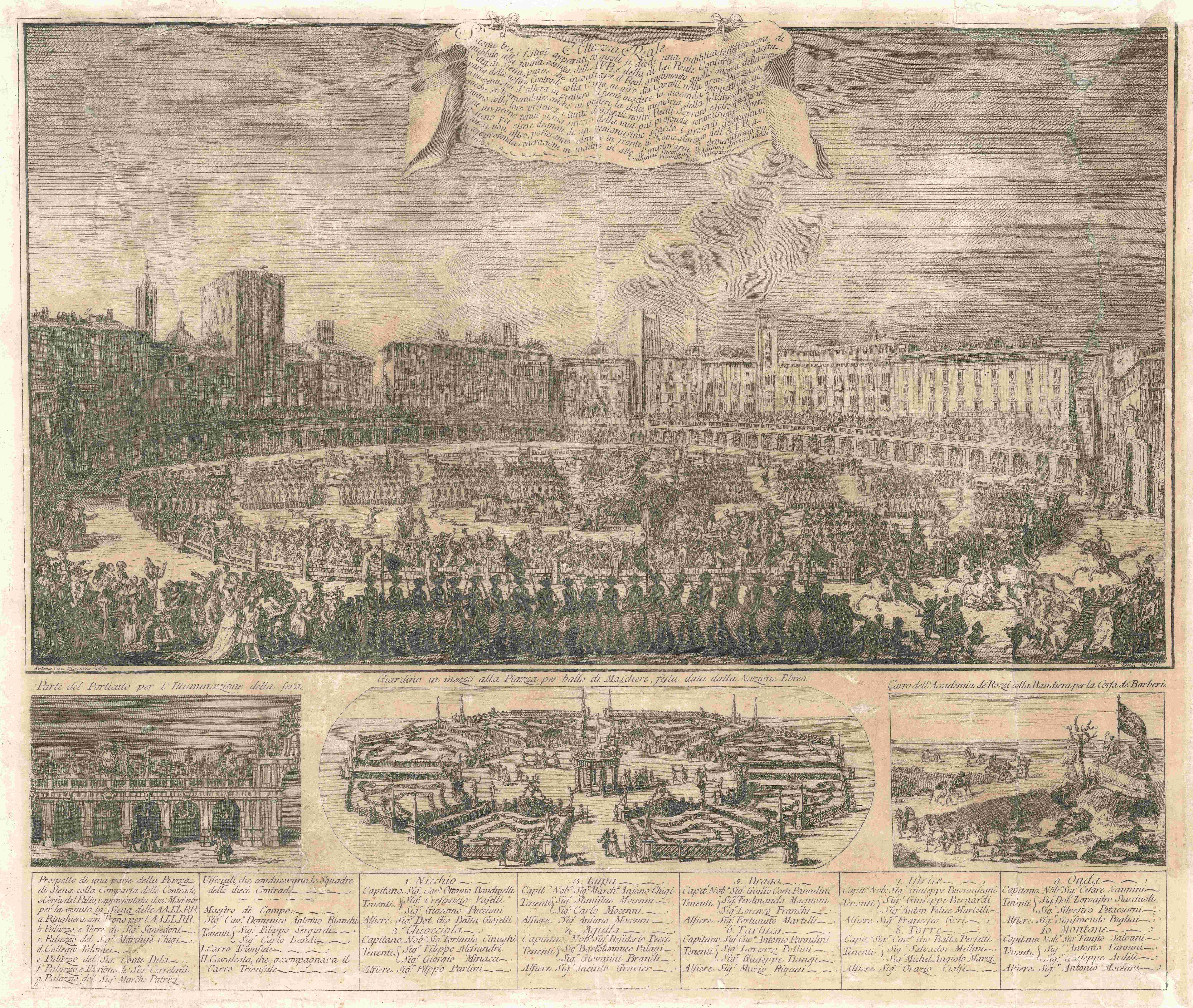
I granduchi Pietro Leopoldo e Maria Luisa assistono al Palio dal Circolo degli Uniti, 14 Maggio 1767

- Le LL. AA. RR. II. Pietro Leopoldo e Maria Luisa, Granduchi di Toscana, assistono al Palio dal Circolo degli Uniti 14 Maggio 1767, (Siena, Palazzo Fineschi Sergardi)
- Monastero di Vallombrosa, 1750[7]
- Scena tirolese, da Anton Domenico Gabbiani, (Harvard Art Museums)

## Altri dipinti
- Paesaggio marino con torre e figure
- Vanitas con strumenti d'astronomia, sculture e libri
- Trompe l'oeil su legno, con pagine e rose
- Vanitas con vaso di fiori, tavolozza e ritratto in ovale
- Trompe l'oeil con fogli incisi e strumenti per la scrittura
- Natura morta con oggetti in ceramica, con brocca , caffettiera , tazza , tazzina , zuccheriera, vaso.[8]
- Festa davanti al Quirinale, 1767